# Mudar de Vida
Mudar de Vida é um filme dramático português de 1966. realizado por Paulo Rocha e escrito em parceria com António Reis. É protagonizado por Geraldo Del Rey, um pescador numa luta entre a tradição e o progresso, personificada pelas relações sentimentais com duas mulheres: Júlia (Maria Barroso), uma mulher do mar, e Albertina (Isabel Ruth), uma operária. Mudar de Vida foi produzido por António da Cunha Telles com banda sonora de de Carlos Paredes. Estreou-se comercialmente em Portugal a 20 de abril de 1967.

## Sinopse
Uma praia de pescadores, o mar que a pouco e pouco vai conquistando a terra. A luta do homem com o mar e sobretudo a luta entre a tradição e o progresso. No centro do drama estão as relações sentimentais, difíceis e quase absurdas que unem um pescador, Adelino, de regresso da guerra de África e duas mulheres, Júlia, uma mulher do mar (à moda antiga), e Albertina, uma operária misteriosa e selvagem. 
Após o fim do serviço militar, Adelino regressa do Ultramar ao Furadouro, a vila piscatória onde nasceu próxima de Ovar.  Lá chegado, descobre que Júlia, a sua antiga namorada, que toda a vida amou, é hoje casada com Raimundo, o seu irmão. Triste e desiludido com a notícia da traição, Adelino sai à procura de trabalho. É assim que conhece Albertina, uma rapariga de espírito livre e fama de libertina que apenas deseja fugir daquele lugar. Terra, mar, homem e progresso interligam-se num drama constante. Com Albertina, Adelino vai ganhar coragem de se libertar do passado e acreditar na sorte que ainda lhe há-de caber. Juntos, vão tentar mudar de vida longe dali. 

## Elenco
- Geraldo Del Rey, como Adelino.[6]
- Isabel Ruth, como Albertina.
- Maria Barroso, como Júlia.[7]
- João Guedes, como Inácio.
- Celestina Naia, a Varina mais bonita da praia do Furadouro.
- Constança Navarro, como idosa.
- Mário Santos, como idoso.
- Nunes Vidal, como Raimundo.

## Dados técnicos
- Realização: Paulo Rocha
- Argumento: Paulo Rocha (Diálogos de António Reis)
- Fotografia: Elso Roque[8]
- Montagem: Paulo Rocha e Margharethe Mangs
- Produção: António da Cunha Telles[9]
- Direção de produção: Fernando Matos Silva
- Música: Carlos Paredes
- Decorador: Zeni d’Ovar
- Anotadora: Teresa Olga
- Som direto: Alfredo Tropa
- Assistente de realização: António Campos
- Formato: P&B Mono, 35 mm

## Produção

### Desenvolvimento
Mudar de Vida é uma produção Produções Cunha Teles, a segunda longa-metragem de Paulo Rocha, que contaria com a assistência de realização de António Campos. O filme surgiu a partir da irritação de Rocha com o lado sentimental e adolescente da sua primeira obra: Os Verdes Anos. Na sua abordagem a Mudar de Vida, quis desafiar-se a filmar imagens com mais peso e sem derivação técnica apesar do orçamento inferior.  Com esta história, o realizador quis filmar em Ovar, terra dos seus familiares, e retratar as características pesada e monumental da paisagem que conhecia. Para desenvolver o argumento, utilizou temas da sua experiência direta, uma vez que "desde criança vivi subjugado pela força daqueles pescadores e daqueles barcos". Rocha considerou que a sua colaboração com António Reis nos diálogos foi decisiva para atingir o ambiente de violência hierática, em oposição de um cinema de Lisboa, mais envolvido na cultura plástica e literária.

### Casting
O brasileiro Geraldo d’El Rey foi escolhido para interpretar o protagonista do filme. Ao chegar ao local de gravações, o ator ficou maravilhado pela paisagem e, assim que a produção lhe deu as roupas de pescador para o personagem, usou-as para tentar trabalhar com os reais pescadores da localidade. 
Paulo Rocha convidou Maria Barroso para o papel de Júlia. A atriz era ainda relativamente desconhecida do público geral e numa fase crítica da sua carreira. O seu reconhecimento advinha das suas performances no teatro, em Benilde ou Virgem Mãe e em A Casa de Bernarda Alba. Mas após o cancelamento desta última peça, Maria Barroso viria a ser afastada do teatro pelo regime do Estado Novo. O convite de Rocha para Mudar de Vida deixou-a não só surpresa, mas maravilhada pelo argumento: “talvez até os melhores diálogos que o nosso cinema tem tido. Pensei que seria uma experiência a tentar, que me enriqueceria…”.
Para interpretar Albertina, o realizador optou por renovar a colaboração com Isabel Ruth, pela imprevisibilidade da abordagem da atriz necessário para o papel: "Os olhares dela estavam errados frequentemente, não obedecia e isso dava-lhe um grande encanto, selvagem, bruto, porque ela está à flor da pele naquela primeira grande cena de amor em que estão na barraca a meio do juncal e falam muito, enquanto que ele está mais ou menos normal, bem mais normal, ela é um bicho bravo, um gato."
Para além dos atores profissionais, muito pescadores e habitantes do Furadouro surgem no filme, não só como figurantes, mas em cenas onde demonstram as suas tradições de arte xávega, de música e baile tradicional.

### Rodagem

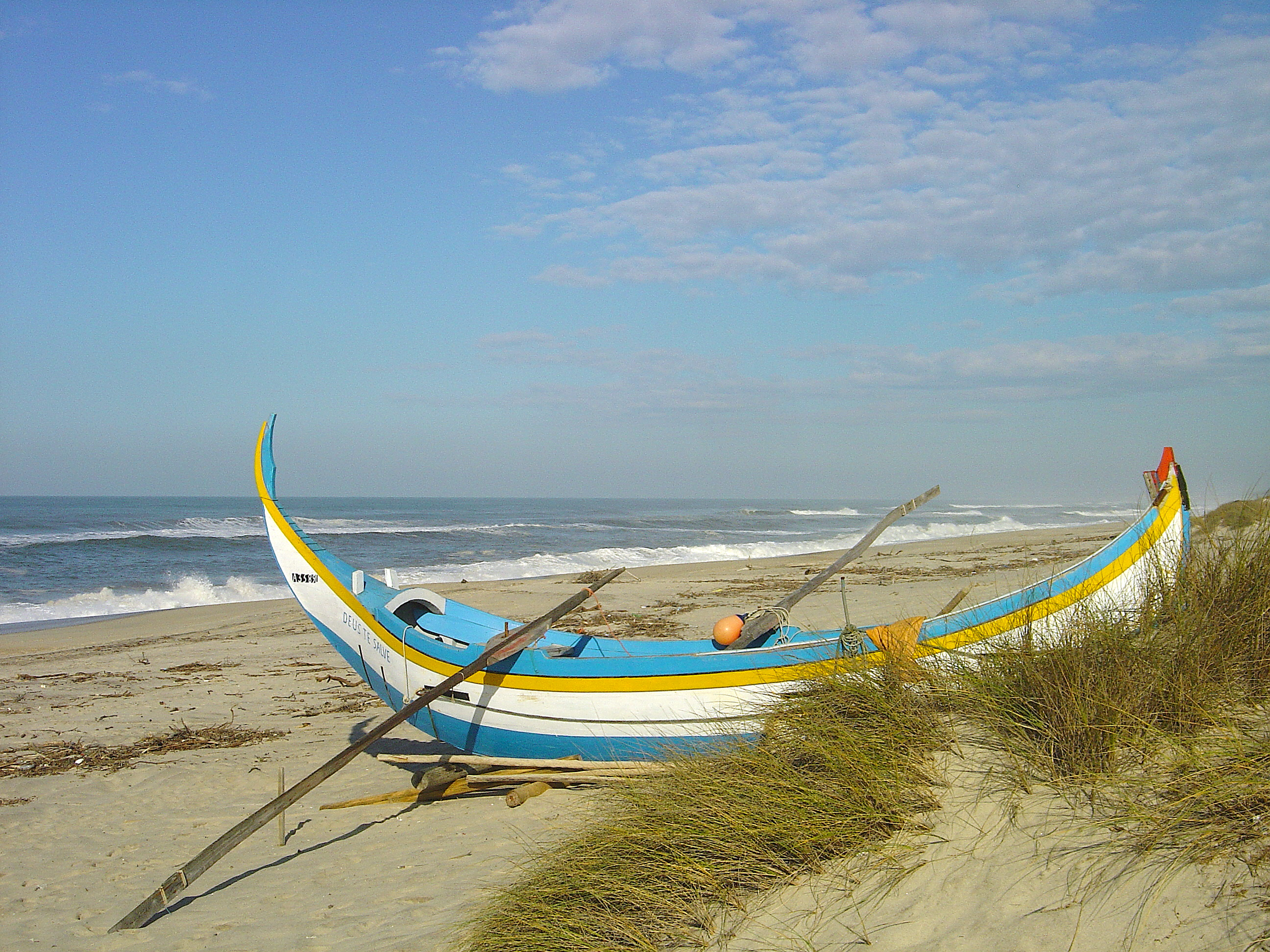
A Praia do Furadouro foi cenário de rodagem dos exteriores da longa-metragem.

Mudar de Vida foi gravado em Ovar, nas matas e nas águas da Praia do Furadouro, com a intenção de retratar rituais ancestrais prestes a desaparecer, mas também o contraste com um novo mundo que o progresso tecnológico desenvolvia. Foi uma das longa-metragens mais baratas da história do cinema português, tendo na altura custado cerca de 600 contos. Tal causou constrangimentos no processo: A meio da rodagem grande parte do dinheiro havia sido gasto, pelo que metade da equipa abandonou o projeto. Para Paulo Rocha, este foi um aspeto positivo, uma vez que se mantiveram os melhores profissionais e as restantes gravações decorreram com melhor eficácia.

### Restauração
Paulo Rocha teve a iniciativa de levar a cabo e supervisionar o restauro digital de Mudar de Vida com a Cinemateca Portuguesa  - Museu do Cinema. A nova matriz digital de imagem de resolução 2K foi obtida por transcrição do negativo de imagem de 35mm. O som foi restaurado digitalmente por Nuno Carvalho, tomando como referência a mistura final do negativo de som óptico mas recuperando também bandas magnéticas parciais. Após o falecimento de Rocha em 2012, as várias etapas do restauro tiveram supervisão do realizador Pedro Costa. A versão restaurada foi distribuída pela Midas Filmes e, internacionalmente, pela Grasshopper Film.

## Temas e estilo
O filme introduz na obra de Rocha novas direcções, entre o legado nostálgico de Os Verdes Anos e os rumos da sua obra futura. João Bénard da Costa encontra em Mudar de Vida um tema de redenção, explorado com influências do cinema russo, mas acima de tudo, pelo cinema japonês. Tal encontra-se nos planos de juncos, névoa e rio, ao mesmo tempo que se acentua a forma de requiem que o enredo obriga por vezes as imagens - que do estudo psicológico. Destacam-se também paralelismos com a rebeldia no feminino das heroínas de Mizoguchi.
Por outro lado, vários cineastas consideram que este é o filme em que o realizador melhor absorve as lições da Nouvelle Vague. Pano de fundo da longa-metragem é a emigração, fenómeno que nos anos 60 afetara profundamente o tecido social e cultural português.

## Banda sonora
Toda a Direção musical de Mudar de Vida é da responsabilidade de Carlos Paredes. Para além de Paredes na guitarra portuguesa, os temas são interpretados por Fernando Alvim na guitarra acústica e Tiago Velez na flauta. A colaboração culminou num álbum de fado, lançado em vinil 7'' pela Valentim de Carvalho em 1971. Segue-se a lista dos temas produzidos:
Lado A
| N.º | Título          | Duração |  |
| 1.  | "Mudar de Vida" |         |  |

Lado B
| N.º | Título                  | Duração |  |
| 1.  | "Variações em Ré Menor" |         |  |
| 2.  | "Valsa"                 |         |  |

## Distribuição
Mudar de Vida estreou a 10 de setembro na edição de 1966 do Festival de Cinema de Veneza. O filme viria a ser distribuído comercialmente em Portugal no ano seguinte, a 20 de abril de 1967. A versão restaurada de Mudar de Vida estreou a 14 de maio de 2015.
A restauração da longa metragem foi editada em DVD e distribuída pela Midas Filmes em formato Widescreen 1.78:1 anamórfico 16:9.

### Festivais
O filme fez parte da seleção dos seguintes Festivais internacionais de cinema:
- Venice Film Festival (Itália, setembro de 1966).
- Portuguese Cinema Festival (Japão, setembro de 2010).
- Art of the Real (EUA, abril de 2014).
- 66º Locarno Film Festival (Suíça, 2019).[8]

## Receção
O filme foi muito bem recebido pela crítica nacional e internacional, bem como por cineastas contemporâneos de Paulo Rocha. Por exemplo, Fernando Lopes caracterizou o realizador de um dos melhores criadores de histórias e personagens do cinema português. Elogiou "as fabulosas personagens que o Paulo ofereceu à nossa imaginação e ao nosso sonho", destacando a rebeldia de Albertina, o Adelino ferido da guerra e dos amores e a sofrida Júlia. João Bénard da Costa destacou a poética dos diálogos de António Reis: "autor dos mais belos diálogos do cinema português."
Mais recentemente, o realizador Pedro Costa, numa comparação com Os Verdes Anos, considerou a découpage de Mudar de vida mais sofisticada. Elogiou o modo como o realizador filma a natureza, pelo modo como retratou os tons cinzentos do Furadouro.  Glenn Kenny (The New York Times) compara os cenários do filme com os do filme épico de 1948, “La Terra Trema” (Luchino Visconti), sobre uma comunidade piscatória Siciliana. Considera que a escala mais reduzida do filme de Rocha contribui para uma observação mais apurada e empática, acrescentando que a beleza da cinematografia está profundamente conectada com a visão humana de Mudar de Vida.

### Premiações
Mudar de Vida recebeu o Prémio da Imprensa (1967), ou Prémio Bordalo, entregue pela Casa da Imprensa como filme na categoria "Cinema", que também distinguiu a atriz Isabel Ruth, o ator Sinde Filipe e a curta-metragem Crónica do Esforço Perdido.
| Ano  | Premiação                  | Categoria    | Trabalho                   | Resultado | Ref.   |
| ---- | -------------------------- | ------------ | -------------------------- | --------- | ------ |
| 1967 | Prémio da Casa da Imprensa | Melhor filme | Mudar de Vida, Paulo Rocha | Venceu    |        |
| 1967 | Prémio João Ortigão Ramos  | Melhor filme | Mudar de Vida, Paulo Rocha | 2º Prémio | [ 24 ] |

## Impacto cultural
Mudar de Vida é considerado o precursor direto da colaboração de António Reis com Margarida Cordeiro, com impacto na na filmografia etnográfica de ambos. Esta linha com origem na Escola de Reis continua até hoje, com impacto evidente nos trabalhos de Pedro Costa (que criou um trailer para uma retrospectiva de Rocha).